# Askholmen
Askholmen är en ö som ligger i Mälaren vid Strängnäs. Den tillhör Strängnäs Segelsällskap men är tillgänglig för alla båtfarare.